# IC Gentofte
Der IC Gentofte ist ein dänischer Eishockeyklub aus der Gentofte Kommune. Die Mannschaft spielt seit 2018 wieder in der 1. division.

## Geschichte
Während seiner Generalversammlung am 23. April 1965 beschloss der Sportverein Hellerup IK die Gründung einer eigenen Eishockeyabteilung. Diese nahm erstmals in der Saison 1967/68 am Spielbetrieb der höchsten dänischen Eishockeyspielklasse teil. In den folgenden Jahrzehnten spielte die Mannschaft regelmäßig in der höchsten Spielklasse, wobei sie keine größeren Erfolge erzielen konnte. Nach insgesamt 31 Jahren machte sich die Eishockeyabteilung des Hellerup IK im Jahr 1996 aus finanziellen Gründen selbständig und gründete den IC Gentofte, dessen Profimannschaft als Gentofte Stars aufläuft. Zur Saison 1996/97 übernahm Gentofte den Platz des Hellerup IK in der AL-Bank Ligaen. In der Saison 1998/99 erreichte die Mannschaft zwar erneut den Klassenerhalt in der Liga, musste sich aus finanziellen Gründen jedoch in die zweitklassige 1. division zurückziehen. Nach mehreren Versuchen erreichte der Verein 2014 den Wiederaufstieg.
2018 erhielt der Klub aufgrund fehlender Sponsoreneinnahmen keine Lizenz für die Metal Ligaen und zog sich in den Amateurbereich (1. division) zurück.

## Bekannte ehemalige Spieler
- Michael De Angelis
- Alexander Kuzminski
- Rasmus Olsen
- Frederik Storm
- Alexander Sundberg